# Калиновик
Калиновик је градско насеље и сједиште истоимене општине на југу Републике Српске, БиХ. Према подацима пописа становништва 2013. године, у насељеном мјесту Калиновик укупно је пописано 1.040 лица.

## Географија
Налази се 60 километара јужно од Источног Сарајева, 54 километра од Фоче, 60 километара од Невесиња, 65 од Гацка и 75 километара од Коњица. Са Гацком, Невесињем и Коњицом, Калиновик је повезан макадамским или дјелимично асфалтираним путевима. Постоје иницијативе за потпуно асфалтирање путева Калиновик-Гацко и Калиновик-Невесиње у сврху боље повезаности општина Источне Херцеговине. Општина Калиновик граничи се са општинама Фоча, Фоча-Устиколина, Коњиц, Невесиње, Гацко и Трново.

### Воде
Кроз Калиновик протичу два потока, Расовача и Кривача, који извиру у подножју Трескавице. Поред Калиновика протиче и поток Татинац, који заједно за Расовачом и Кривачом припада сливу Неретве, односно сливу Јадранског мора.

## Историја
Калиновик се први пут помиње у 14. вијеку као Кучево.

### Римљани
На подручју данашње Општине Калиновик налазе се многобројни историјски споменици који свједоче о животу и култури разних цивилизација које су се смјењивале на овом простору. Иако је недовољно истражена историја овог подручја, има материјалних налазишта која датирају из праисторијског доба о постојању народа који се сматрају старосједиоци Балкана. Из тог периода нађена су утврђења и насеља на локалитетима: Калиновик, Боженова глава, Јасен, Врховина, Хотовље, Kутине, Добро Поље, Кориљево, Градац, Јелашца, Шивољи, Јажићи, Влахоље и Гвозно. Свједочанство о доласку Римљана на ове просторе налазимо у остацима путне мреже која је повезивала босанска трговачка и рударска мјеста са Хумом, Дубровником и приморјем. Трасе римских путева видљиве су у селима Јажићи, Мосоровићи и Буквица. Ови путеви били су осигурани војним логорима, а других доказа о развијеној привреди нема. Претпоставља се да је малобројно становништво живјело од гајења стоке.

### Средњи вијек
У средњем вијеку подручје бива значајније насељено, а главна занимања су трговина и сточарство. 1180.године, као центар Жупе Загорје, први пут се помиње средњевјековно насеље Кучево. Да је у Калиновику, али и у његовој околини, постојао буран средњовјековни живот потврђују велики број стећака (до данас је пронађено и евидентирано 1793 ).Загорје се у средњем вијеку распростирало од Доброг Поља до горњег тока ријеке Неретве, до старе Жупе Вишеве са градом Велентином.Ова Жупа је припадала Босни, што потврђује постојање царинарнице војводе Сандаља Хранића Косаче из 1406. године.

### Турска власт
Падом Херцеговине под турску власт, нахија Загорје припада Херцеговини. 1469. г. мијењају се етничке прилике, настају велика миграциона кретања: долазе спахије и кметови из других подручја ( Ченгићи - Мала Азија...), а на силу се одводи домаће становништво у друге крајеве, а дио становништва прима ислам. Настаје тежак живот за православно становништво. Намети у виду пореза, кулука, бесправност и несигурност подстицало је становништво на отпор у виду сталне хајдучије. Тако је било све до 1875. године када је незадовољство кулминирало у виду општенародног устанка познатог као Невесињска пушка. Устанички покрет захватио је и ове просторе, становништво се ослобађа турске власти, али то не траје дуго јер је већ 1878. године дошло до окупације од стране Аустро-Угарске.

### Аустро-угарска власт
Период Аустро-Угарске владавине је права противмјера турској владавини. Иако заначајно боља и уређенија власт и она је изазивала незадовољство код православног и муслиманског становништва. Војни закон донесен 1881. године био је повод за устанак у јануару 1882. године. Устанак је почео у Улогу а устаничке вође су били и прваци српског и муслиманског становништва: Перо Тунгуз, Стојан Ковачевић, Салко Форта и Омер Шачић. Устанак се проширио и на сусједна подручја: Невесиње, Гацко, Коњиц, Фочу и Трново. Без програма и веће подршке брзо је угушен али је дуго тињао. Архаично и бунтовно становништво Аустро-Угарска власт је држала под контролом присуством знатног броја жандармерије и војске и честим маневрима . За те намјене изграђене су војне касарне и путна мрежа која их је повезивала. Путна мрежа изграђена у том периоду и данас је основ саобраћајне инфраструктуре општине. У том периоду Калиновик постаје значајније насеље и административни центар подручја.

### Први свјетски рат
Период Првог свјетског рата одразио се највише у погледу мобилисања војноспособних мушкараца у војску Аустро-угарске монархије, а један значајан дио као добровољци борио се на страни српске војске.

### Међуратни период
Период између два свјетска рата Калиновик је обиљежио са успостављањем јаког војничког гарнизона. Привреда није развијена, а главне дјелатности су гајење стоке и експлоатација шуме.

### Други свјетски рат
У Другом свјетском рату слиједе поновна разарања, пљачке, паљевине, покољи,масивна страдања. На подручју су присутне разне формације четничких, партизанских и усташких јединица као италијанских и њемачких. На овим просторима посебно су јак одраз имале IV и V офанзива које су се одвијале и дијелом на територији Општине Калиновик.

## Култура
У Калиновику се налази српска православна црква Светих апостола Петра и Павла саграђена крајем 19. вијека. Сваке године на дан општине Петровдан одржава се „Калиновички поетски вијенац” на коме се додјељује Награда „Петровдански вијенац”.
Овде се налази и Народна библиотека „Јован Дучић”.

## Становништво
|             | 2013.          | 1991.          | 1981.          | 1971.        | 1961.        |
| Укупно      | 1 040 (100,0%) | 1 385 (100,0%) | 1 196 (100,0%) | 795 (100,0%) | 703 (100,0%) |
| Срби        | 1 024 (98,46%) | 1 061 (76,61%) | 902 (75,42%)   | 670 (84,28%) | 622 (88,48%) |
| Бошњаци     | 7 (0,673%)     | 244 (17,62%)1  | 200 (16,72%)1  | 89 (11,19%)1 | 22 (3,129%)1 |
| Црногорци   | 5 (0,481%)     | –              | 28 (2,341%)    | 10 (1,258%)  | 9 (1,280%)   |
| Хрвати      | 2 (0,192%)     | 4 (0,289%)     | 9 (0,753%)     | 6 (0,755%)   | 17 (2,418%)  |
| Остали      | 2 (0,192%)     | 46 (3,321%)    | 7 (0,585%)     | 8 (1,006%)   | 2 (0,284%)   |
| Југословени | –              | 30 (2,166%)    | 50 (4,181%)    | 12 (1,509%)  | 29 (4,125%)  |
| Македонци   | –              | –              | –              | –            | 2 (0,284%)   |

1. 1 На пописима од 1971. до 1991. Бошњаци су пописивани углавном као Муслимани.

|                              | \| Демографија (испостава Фоча) \| Демографија (испостава Фоча) \| Демографија (испостава Фоча) \| \| Година \| Становника \| Становника \| \| ---------------------------- \| ---------------------------- \| ---------------------------- \| \| 1895. \| 3.026 \| \| \| 1910. \| 3.841 \| \| \| 1921. \| 3.515 \| \| \| 1948. \| 4.528 \| \| \| 1953. \| 5.162 \| \| \| 1961. \| 703 \| \| \| 1971. \| 795 \| \| \| 1981. \| 1.196 \| \| \| 1991. \| 1.378 \| \| \| 2013. \| 1.040 \| \| |            |
| Демографија (испостава Фоча) | |            |
| Година                       | Становника | Становника |
| 1895.                        | 3.026 |            |
| 1910.                        | 3.841 |            |
| 1921.                        | 3.515 |            |
| 1948.                        | 4.528 |            |
| 1953.                        | 5.162 |            |
| 1961.                        | 703 |            |
| 1971.                        | 795 |            |
| 1981.                        | 1.196 |            |
| 1991.                        | 1.378 |            |
| 2013.                        | 1.040 |            |